# Aub
Aub é um município da Alemanha, situado no distrito de Würzburgo, no estado da Baviera. Tem 17,54 km² de área, e sua população em 2019 foi estimada em 1.447 habitantes.